# Byuravan
Byuravan (en arménien Բյուրավան ) est une communauté rurale du marz d'Ararat en Arménie. En 2008, elle compte 1 440 habitants.